# ورا تانر
ورا تانر (انگلیسی: Vera Tanner; ۲۰ نوامبر ۱۹۰۶ – ۲۲ فوریهٔ ۱۹۷۱) شناگر زن اهل بریتانیا بود.